# Partito Democratico del Kurdistan Iraniano
Il Partito Democratico del Kurdistan Iraniano (in curdo: Hîzbî Dêmukratî Kurdistanî Êran, in persiano: حزب دموکرات کردستان ایران, Ḥezb-e Demokrāt-e Kordestān-e Īrān), conosciuto anche come Partito Democratico Curdo dell'Iran è un partito politico iraniano di sinistra e di etnia curda strutturato anche come organizzazione armata, che si trova in esilio nel nord dell'Iraq. Il partito è illegale in Iran e non può operare attivamente nel paese.
Il partito si batte attivamente per l'autodeterminazione del popolo curdo, ed è a favore di uno Stato curdo indipendente o di un'autonomia in un sistema federale.
Dal 1979, il partito ha iniziato una lotta di guerriglia contro il regime della Repubblica Islamica dell'Iran. Questa lotta include la Ribellione curda del 1979-1983, la Ribellione curda del 1989-1996 e i Disordini in Iran in atto ancora oggi.
Gli ufficiali del Corpo delle guardie della rivoluzione islamica considerano il partito come un'organizzazione terroristica.